# Ilona Prokopevniuk
Ilona Prokopevniuk –en ucraniano, Ілона Прокопевнюк– (29 de octubre de 1997) es una deportista ucraniana que compite en lucha libre.
Ganó una medalla de bronce en el Campeonato Mundial de Lucha de 2022 y dos medallas de bronce en el Campeonato Europeo de Lucha, en los años 2018 y 2022.

## Palmarés internacional
| Campeonato Mundial | Campeonato Mundial | Campeonato Mundial | Campeonato Mundial |
| Año                | Lugar              | Medalla            | Categoría          |
| ------------------ | ------------------ | ------------------ | ------------------ |
| 2022               | Belgrado (Serbia)  | Medalla de bronce  | 62 kg              |
| Campeonato Europeo |                    |                    |                    |
| Año                | Lugar              | Medalla            | Categoría          |
| 2018               | Kaspisk (Rusia)    | Medalla de bronce  | 62 kg              |
| 2022               | Budapest (Hungría) | Medalla de bronce  | 62 kg              |